# 金森 (町田市)
金森（かなもり）は、東京都町田市の町名。現行行政地名は金森一丁目から七丁目（住居表示区域）。郵便番号は194-0012。

## 地理
町田市中部に位置する。北は原町田、金森東、東は金森東、小川、南は南町田、神奈川県大和市下鶴間、西は神奈川県相模原市南区上鶴間本町と接している。

### 河川
- 境川 - 神奈川県相模原市・大和市との都県境付近を流れる。

### 地価
住宅地の地価は、2014年（平成26年）1月1日の公示地価によれば、金森1-48-2の地点で17万8000円/m2となっている。

## 歴史

### 地名の由来
金堂寺のある森の意、また焼き畑を「カナ」といい、神社を杜（モリ）ということから金森となったなど、諸説ありはっきりしていない。

### 沿革
- 1868年（明治元年） - 武蔵知県事と韮山県に分属とされた。その後同年末までに東京府となるものの、多摩地域が横浜に居住する外国人の遊歩区域であるとの神奈川県知事陸奥宗光の上申により神奈川県に移管される。
- 1873年（明治6年）5月1日 - 区番組制により第八区一番組となる。
- 1874年（明治7年）6月15日 - 大区小区制により、第八大区二小区となる。
- 1878年（明治11年）7月22日 - 郡区町村制施行。神奈川県南多摩郡金森村となる。
- 1884年（明治17年）7月5日 - 連合戸長役場制により、金森村、鶴間村、高ヶ坂村、成瀬村、小川村が5ヶ村連合となる。連合戸長役場は鶴間村に置かれる。
- 1889年（明治22年）4月1日 - 町村制施行。金森村と鶴間村・高ヶ坂村・成瀬村・小川村が合併し、南多摩郡南村大字金森となる。
- 1893年（明治26年）4月1日 - 神奈川県のうち、西多摩郡、南多摩郡、北多摩郡を東京府に移管。東京府南多摩郡南村大字金森となる。
- 1943年（昭和18年）7月1日 - 東京都制により、東京都南多摩郡南村大字金森となる。
- 1954年（昭和29年）4月1日 - 町田町と南村が対等合併する。町田町大字金森となる。
- 1958年（昭和33年）2月1日 - 町田町、忠生村、鶴川村、堺村の1町3村が対等合併し、市制施行。町田市金森となる。
- 1964年（昭和39年）6月1日 - 金森の一部で住居表示を実施、金森一丁目を新設。金森、原町田、南大谷、森野、高ヶ坂のそれぞれ一部で住居表示を実施、原町田一〜六丁目を新設。
- 1985年（昭和60年）2月1日 - 神奈川県大和市と境界の一部を変更。
- 1999年（平成11年）12月1日 - 神奈川県相模原市、大和市と境界の一部を変更。
- 2004年（平成16年）12月1日 - 神奈川県相模原市と境界の一部を変更。
- 2012年（平成24年）10月8日 - 金森、鶴間の一部で住居表示を実施、金森二～七丁目を新設。金森、原町田、高ヶ坂の一部で住居表示を実施、金森東一～四丁目を新設。

## 世帯数と人口
2018年（平成30年）1月1日現在の世帯数と人口は以下の通りである。
| 丁目       | 世帯数    | 人口     |
| ---------- | --------- | -------- |
| 金森一丁目 | 1,396世帯 | 2,783人  |
| 金森二丁目 | 1,376世帯 | 3,189人  |
| 金森三丁目 | 739世帯   | 1,721人  |
| 金森四丁目 | 1,054世帯 | 2,213人  |
| 金森五丁目 | 270世帯   | 602人    |
| 金森六丁目 | 762世帯   | 2,063人  |
| 金森七丁目 | 1,003世帯 | 2,062人  |
| 計         | 6,600世帯 | 14,633人 |

## 小・中学校の学区
市立小・中学校に通う場合、学区は以下の通りとなる。
| 丁目       | 番地 | 小学校               | 中学校           |
| ---------- | --- | -------------------- | ---------------- |
| 金森一丁目 | 全域 | 町田市立南第三小学校 | 町田市立南中学校 |
| 金森二丁目 | 1～21番、26～32番 33番26～29号・33～34号                                                                              | 町田市立南第三小学校 | 町田市立南中学校 |
| 金森二丁目 | その他 | 町田市立南第四小学校 | 町田市立南中学校 |
| 金森三丁目 | 1～3番、5～23番 | 町田市立南第四小学校 | 町田市立南中学校 |
| 金森三丁目 | 22～25番、33番2～3号 33番5～8号・11～16号 33番18号・21～25号 33番35～36号・38号・41号 33番43～45号・47～49号 34～39番 | 町田市立南第一小学校 | 町田市立南中学校 |
| 金森四丁目 | 全域 | 町田市立南第一小学校 | 町田市立南中学校 |
| 金森五丁目 | 全域 | 町田市立南第一小学校 | 町田市立南中学校 |
| 金森六丁目 | 全域 | 町田市立南第一小学校 | 町田市立南中学校 |
| 金森七丁目 | 20番 | 町田市立南第四小学校 | 町田市立南中学校 |
| 金森七丁目 | 1～19番、21番 | 町田市立南第三小学校 | 町田市立南中学校 |

## 交通

### 鉄道
小田急小田原線・JR横浜線の町田駅、もしくはJR横浜線の成瀬駅が最寄り駅である。

### 路線バス
神奈川中央交通により、以下の路線が運行されている（かわせみ号は神奈中タクシーが運行）
- 「金森」バス停留所などから町田バスセンター行き、成瀬駅行き、つくし野駅行き、すずかけ台駅行き、鶴間駅東口行きなどのほか、町田市金森地区コミュニティバス（かわせみ号）で成瀬駅南口前行きがある。
- 「都営金森アパート前」バス停留所などから町田バスセンター行き、南町田グランベリーパーク駅行きがある。

### 道路・橋梁
- 東京都道141号辻原町田線（町田街道）
  - 南橋
- 東京都道56号目黒町町田線
- 境川自転車歩行者専用道路（境川ゆっくりロード）

## 施設
行政
- 町田市南市民センター
- 子どもセンターばあん

教育
- 中学校
  - 町田市立南中学校

消防
- 町田消防署南出張所

商業施設
- スーパー三和小川店
- クリエイトSD町田金森店
- ウェルパーク町田金森店

神社・寺
- 杉山神社
- 金森天神社